# Ixora polita
Ixora polita är en måreväxtart som först beskrevs av Friedrich Anton Wilhelm Miquel, och fick sitt nu gällande namn av Jacob Gijsbert Boerlage. Ixora polita ingår i släktet Ixora och familjen måreväxter. Inga underarter finns listade i Catalogue of Life.